# IV. Shaddam
IV. Shaddam (10134-10202) Frank Herbert A Dűne című regényének kitalált alakja. 
A Corrino-házból származó 84. padisah császár.

## Élete
10156-ban foglalta el a trónt, apja, IX. Elrood halála után. 10196-ban átadja a hatalmat legidősebb lánya, Irulan nevét viselő régensségnek. Uralkodásának legjelentősebb mozzanata a Paul Atreides vezette arrakisi felkelés volt.
Sokak szerint ez annak is köszönhető, hogy minden idejét az udvari fényűzésre fordította. A sardaukarokra fordított költségek viszont folyamatosan csökkentek. 5 leánya volt (Irulan, Chalice, Wensicia, Josifa és Rugi). Felesége Anirul, a Bene Gesserit titkos rangú tagja 10176-ban halt meg.